# الفروق الفيزيولوجية بين الجنسين عند البشر

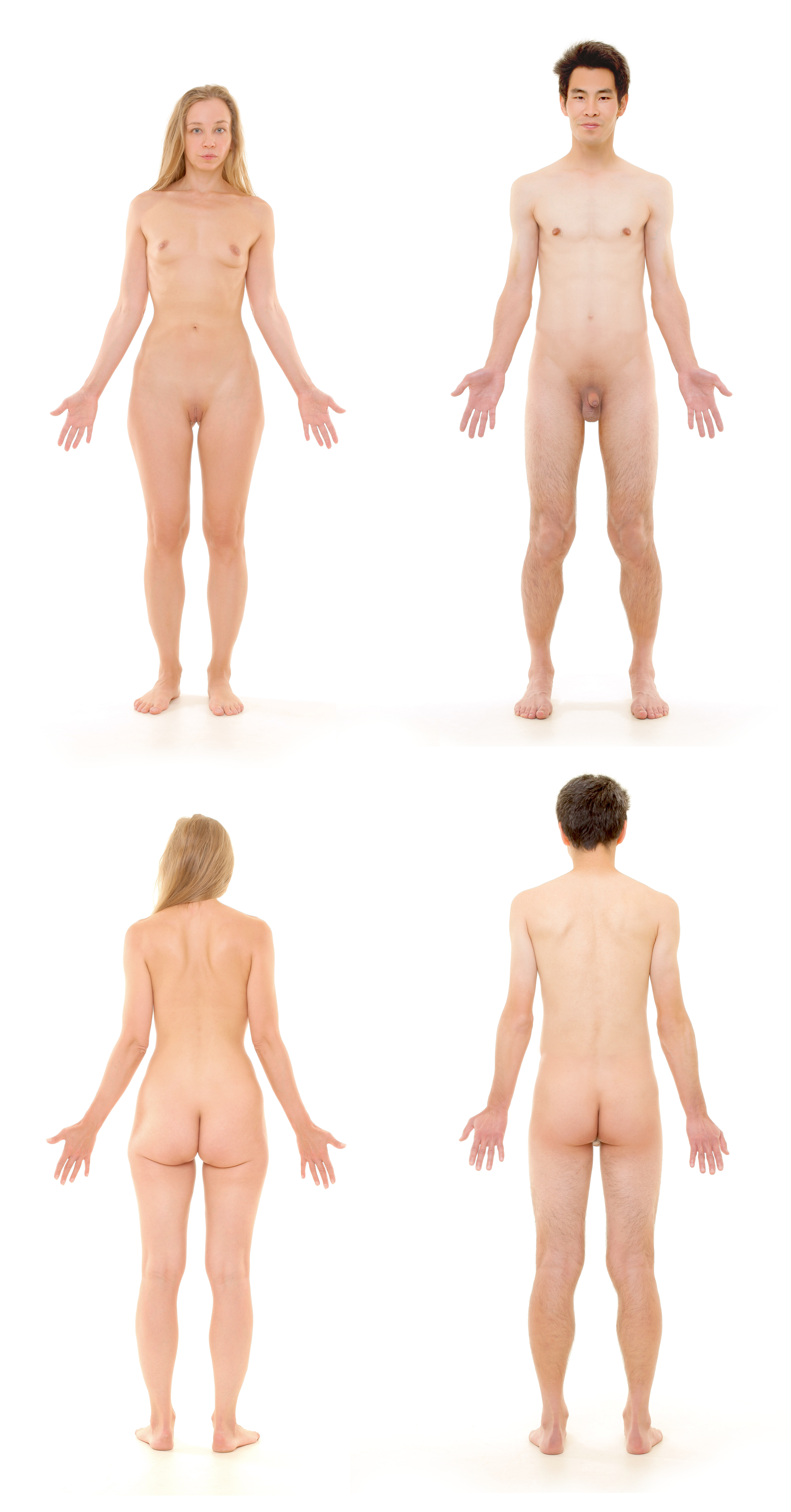
جسم الإنسان الأنثوي (اليسار) والذكر (اليمين) ينظر إليه من الأمام (العلوي) والخلف (السفي). تستخدم هذه أيضا في المخططات قالب: جسم الإنسان.

الفروق الفيزيولوجية بين الجنسين عند البشر، هي اختلافات في الخصائص الفيزيولوجية البشرية بين الذكور والإناث. يمكن أن تتألف هذه الاختلافات من عدة أنواع مباشرة وغير مباشرة، فالمباشرة نتيجة الاختلافات التي يحددها الصبغي واي، وغير المباشرة تتأثر هرمونيًا بالصبغي واي. يشير مصطلح المثنوية الجنسية إلى الاختلاف الظاهري بين الذكور والإناث من نفس النوع.
تتبع الفروق المباشرة بين الجنسين توزيعًا ثنائي النسق، من خلال عملية الانقسام الاختزالي والتخصيب (مع استثناءات نادرة)، ولذلك تكون الاختلافات المباشرة بين الجنسين ثنائية التعبير عادة، على الرغم من الانحرافات في العمليات البيولوجية المعقدة. تعد الاختلافات غير المباشرة بين الجنسين اختلافاتٍ عامة كما حددتها البيانات التجريبية والتحليل الإحصائي. تتوافق معظم الخصائص المختلفة مع توزيع منحنى الجرس (منحنى طبيعي) والانحراف المعياري.

## المثنوية الجنسية
يشير مصطلح المثنوية الجنسية إلى الاختلاف الشكلي بين ذكور وإناث الكائنات الحية. تشمل الفروق الواضحة بين الرجل والمرأة جميع الخصائص المتعلقة بالدور الإنجابي، ولا سيما أجهزة الغدد الصم (الهرمونية) وتأثيراتها الجسدية والنفسية والسلوكية. على الرغم من أن الجنس هو انقسام ثنائي، إذ يمثل الذكور والإناث فئتين جنسيتين متعاكستين ومتكاملتين لغرض التكاثر، إلا أن عددًا صغيرًا من الأفراد لديهم تشريح لا يتوافق مع معايير الذكور أو الإناث أو يحتوي على ميزات مشتركة مرتبطة ارتباطًا وثيقًا بكليهما. يوصف هؤلاء الأفراد بأنهم ثنائيو الجنس، وقد يعانون أحيانًا من العقم ولكنهم غالبًا ما يكونون قادرين على الإنجاب. تشير التقديرات إلى أن الخنوثة الجنسية تحدث عند 0.018% - 1.7% من البشر. لا تكون هذه الاختلافات موجودة دائمًا عند الولادة، وغالبًا لا تناقش الخنوثة الجنسية أو تشاهد في الثقافة الغربية لأنه عندما يولد طفل ثنائي الجنس، تُجرى الجراحة خلال أول 24 ساعة من الحياة لتحديد جنس المولود.

## الحجم والوزن وشكل الجسم
- يزن الذكور أكثر من الإناث بمقدار 15% وسطيًا، يبلغ متوسط وزن الذكور الذين تزيد أعمارهم عن 20 عامًا في الولايات المتحدة 86.1 كلغ، في حين يبلغ متوسط وزن الإناث 74 كلغ.
- يكون طول الرجال وسطيا أكثر من النساء بحوالي 15 سم. يبلغ متوسط طول الذكور الأمريكيين الذين تبلغ أعمارهم 20 عامًا أو أكثر 176.8 سم، بينما يبلغ متوسط طول الإناث من نفس الفئة 162 سم. يتمتع الرجال كذلك بخصر أكبر مقارنة بالوركين مقارنة بالنساء اللواتي يكون الورك لديهن أكبر من الرجال، ويعتبر هذا التكيف ضروريًا لولادة الأطفال كبيري الجمجمة.[6]
- يكون طول السبابة والبنصر عند النساء متساويًا، بينما يميل البنصر إلى أن يكون أطول عند الرجال.[7]

## الهيكل العظمي والجهاز العضلي
يكون الهيكل العظمي الأنثوي بشكل عام أقل كتلة وأكثر مرونة وحساسية من الهيكل العظمي للذكر، والقفص الصدري أصغر، ومنحنى أسفل الظهر أكبر، والخصر أطول وأصغر عمومًا، ما يجعل الصدر ضيقًا عند القاعدة، والحوض غير مرتفع.
يختلف شكل الحوض عمومًا بين الذكر والأنثى. يتكيف الحوض الأنثوي مع الحمل والولادة، ويكون أقل ارتفاعًا، ولكنه أوسع نسبيًا وأكثر دائرية منه عند الذكر، ويكون عظم العجز (العظم المثلث الموجود في الجزء الخلفي العلوي من تجويف الحوض، والذي يعمل كقاعدة للعمود الفقري) أوسع. يميل حوض الأنثى إلى الأمام أيضًا أكثر من الحوض الذكري.
يختلف حجم وشكل الجمجمة وعظام الرأس عند الإناث والذكور، إذ يكون الفك السفلي للذكور أعرض وأكبر وأكثر تربيعًا من الإناث، ويملك الذكور عمومًا جبينًا أكثر بروزًا ودائرية، ولدى الذكور تفاحة آدم أو غضروف الغدة الدرقية، ويكون الصوت لديهم أعمق وأكثر وضوحًا بسبب الحبال الصوتية الكبيرة. ويمتلك الذكور أسنانًا أكبر قليلاً من الإناث وتكون نسبة العاج التي تدخل في تركيب الأسنان أكبر عند الذكور، أخيرًا عدد الأضلاع متساوٍ عند الذكور والإناث خلافًا لبعض الخرافات الشائعة.

### كتلة العضلات وقوتها
تمتلك الإناث بشكل عام كتلة عضلية أقل من الذكور، ولديهن أيضًا كتلة عضلية أقل نسبة لإجمالي كتلة الجسم، إذ يحول الذكور السعرات الحرارية إلى عضلات واحتياطات طاقة في الدورة الدموية، بينما تميل الإناث إلى تحويل السعرات الحرارية إلى دهون. يكون الذكور بشكل عام أقوى جسديًا من الإناث نتيجة لكل ما سبق، ورغم أن الألياف العضلية الفردية لها نفس القوة عند الذكور والإناث، لكن الذكور لديهم ألياف أكثر نتيجة لزيادة الكتلة العضلية الكلية لديهم.
تشير المقاييس الإجمالية لقوة الجسم إلى أن النساء يمتلكن 50 – 60% من قوة الجزء العلوي من جسم الرجال و60 – 70% من قوة الجزء السفلي من الجسم. وجدت إحدى الدراسات التي أجريت على قوة عضلات المرفقين والركبتين عند الذكور والإناث الذين تزيد أعمارهم عن 45 سنة أن قوة الإناث تماثل 42 – 63% من قوة الذكور. وجدت دراسة أخرى أن الرجال يتمتعون بقوة قبضة يد أكبر بكثير من النساء، حتى عند مقارنة الرجال غير الرياضيين. تظهر الفروق في عرض الذراعين والفخذين خلال فترة البلوغ.

## الجهاز التنفسي
عادة ما تكون القصبات الهوائية أكبر عند الذكور، وحجم الرئتين أكبر بنحو 56%، بالإضافة لذلك يكون حجم القلب أكبر عند الرجال، وعدد خلايا الدم الحمراء أعلى بنسبة 10%، وهيموغلوبين الدم أعلى، وبالتالي قدرة الدم أكبر على نقل الأكسجين، وتكون لدى الذكور أيضًا عوامل تخثر منتشرة أعلى (فيتامين ك والبروثرومبين والصفيحات الدموية). تؤدي هذه الاختلافات إلى تخثر الدم بشكل أسرع عند الذكور وتحمل أكبر للألم المحيطي.

## الجلد والشعر

### البشرة
لدى الإناث طبقة سميكة من الدهون تحت الجلد وتكون الأوعية الدموية لبشرة الأنثى أكثر تضيقًا وانقباضًا عند التعرض للبرد، ما يساعد النساء على البقاء أكثر دافئًا والبقاء على قيد الحياة في درجات الحرارة المنخفضة، وكنتيجة لزيادة تضيق الأوعية يكون سطح جلد الإناث أبرد من جلد الذكور، في حين تكون درجة حرارة الجلد العميق عند النساء أعلى منها لدى الرجال. عادة ما يكون لدى الذكور بشرة أغمق من الإناث. يساعد الجلد الفاتح الإناث على تخليق المزيد من فيتامين د من أشعة الشمس وامتصاص المزيد من الكالسيوم، وهو أمر ضروري أثناء الحمل والرضاعة.

### الشعر
يكون لدى الذكور وسطيًا شعر أكثف من الإناث. يمتلك الذكور نوعًا أكبر من شعر الجسم خاصة على الوجه والصدر والبطن والظهر، بينما يكون لدى الإناث شعر زغابي أصغر وأقل وضوحًا، وعلى الرغم من أن شعر الرجال ينمو بشكل أسرع من النساء لكن الصلع أكثر انتشارًا عند الذكور منه عند الإناث، والسبب الرئيسي الصلع الذكوري، وهو حالة يبدأ فيها الشعر في التساقط في نمط نموذجي من انحسار خط الشعر وخفة الشعر على تاج الرأس وينتج عن الهرمونات الذكرية والاستعداد الوراثي.

### اللون
تشير بعض الدراسات إلى أن الشعر الأحمر والأشقر أكثر شيوعًا عند الإناث منه عند الذكور، في حين يكون جلد الذكور أكثر احمرارًا بسبب زيادة حجم الدم. ترجع الاختلافات في اللون بشكل رئيسي إلى ارتفاع مستويات الميلانين في الجلد والشعر والعينين عند الذكور. أظهرت إحدى الدراسات أن لدى الإناث تقريبًا نسبة الضعف فيما يتعلق بالشعر الأحمر. وجدت دراسة أخرى أن العيون الخضراء (الناتجة عن انخفاض مستويات الميلانين) أكثر شيوعًا عند النساء منها عند الرجال بضعفين على الأقل.